# Satakari

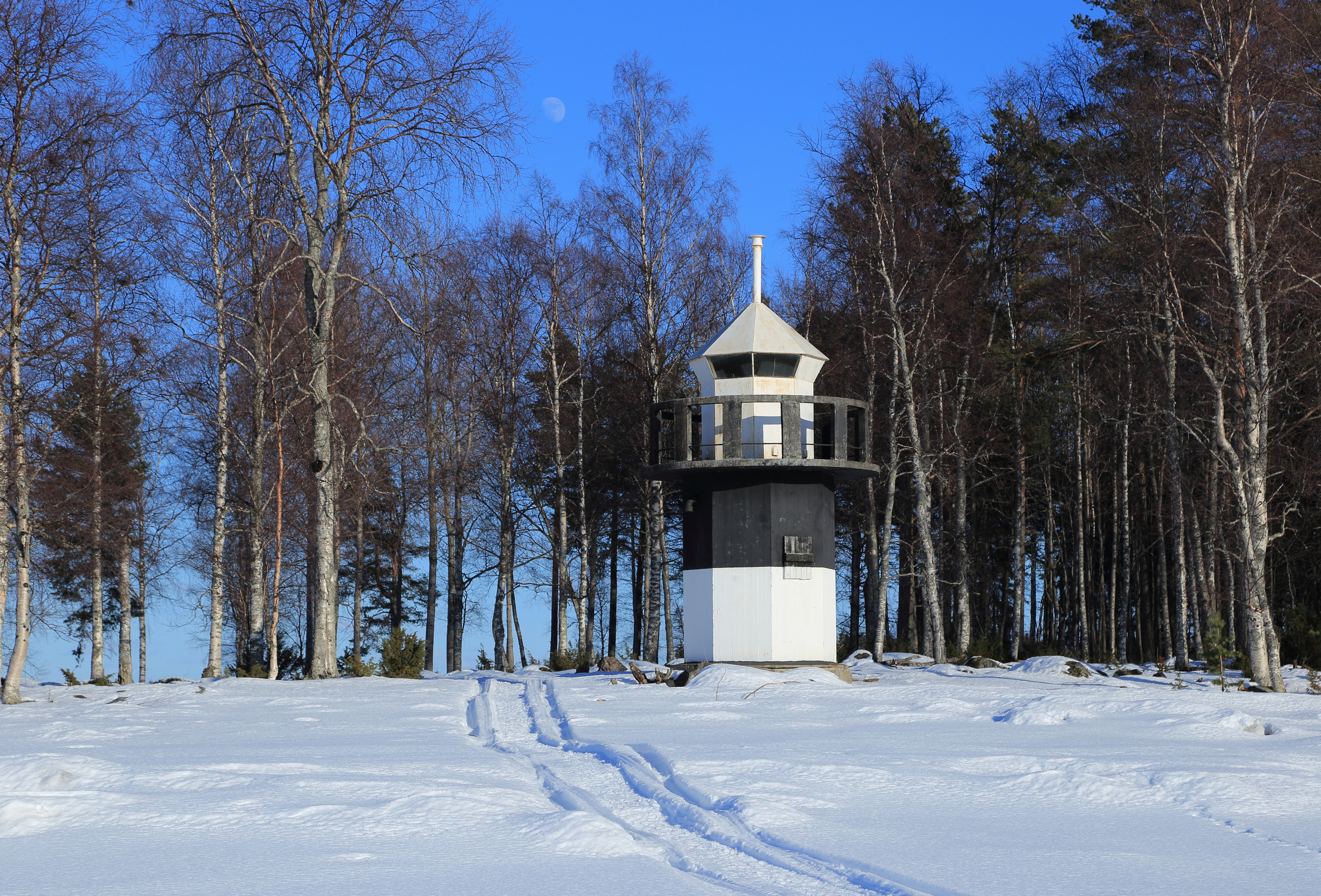

Satakari är en ö i Finland. Den ligger i Bottenviken och i kommunen Ijo i den ekonomiska regionen  Oulunkaari i landskapet Norra Österbotten, i den norra delen av landet. Ön ligger omkring 32 kilometer norr om Uleåborg och omkring 570 kilometer norr om Helsingfors.
Öns area är 61,9 hektar och dess största längd är 1,6 kilometer i sydväst-nordöstlig riktning. Ön höjer sig omkring 5 meter över havsytan.